# 파라노말 포제션
《파라노말 포제션》(영어: The Possession Of David O'Reilly)은 2010년에 개봉한 미국의 영화이다.

## 등장 인물

### 주연
- 자일스 앨더슨 : 데이빗 오라일리 역
- 프란체스카 파울러 : 안나 역

### 조연
- 조 리처즈 : 케이트 역
- 니콜라스 쇼 : 알렉스 역